# Мима Караџић
Милутин Караџић (Бијело Поље, 9. април 1955) српски је глумац и продуцент. Остварио је велики број улога у позоришту, на филму и телевизији.

## Биографија
Милутин Караџић је рођен у Бијелом Пољу 9. априла 1955. године. Дјечачке дане, младост, основну и средњу школу завршио је у Никшићу, у граду у којем је живјела његова породица.
Глуму је дипломирао на Факултету драмских уметности у Београду, у класи професора Миленка Маричића. Био је стални члан Позоришта Атеље 212 од 1986. до 2013. године.
Био је ожењен 1992. глумицом Сунчицом Ђурић.

## Филмографија
| Год.          | Назив                                   | Улога                             |
| ------------- | --------------------------------------- | --------------------------------- |
| 1970-е        |                                         |                                   |
| 1975.         | Синови                                  | Црногорац                         |
| 1980-е        |                                         |                                   |
| 1981.         | Случај Богољуба Савковића Ливца         | Богољуб Савковић                  |
| 1981.         | Ерогена зона                            | фудбалер                          |
| 1981.         | Седам секретара СКОЈ-а (ТВ серија)      | Славко Орешки                     |
| 1981.         | Војници (ТВ серија)                     | Божо Брајовић-Његош               |
| 1981.         | Имамо наступ (ТВ филм)                  |                                   |
| 1982.         | 13. јул                                 | милицајац                         |
| 1982.         | Последњи чин                            | милиционер                        |
| 1982.         | Приче преко пуне линије                 | Дуле шофер                        |
| 1983.         | Игмански марш                           | Домобран на телефону              |
| 1983.         | Дани Авној—а (ТВ мини серија)           |                                   |
| 1983.         | Како сам систематски уништен од идиота  | милиционер                        |
| 1984.         | О покојнику све најлепше                | Орловић                           |
| 1984.         | Како се калио народ Горњег Јауковца     | друг Орловић                      |
| 1984.         | Мај нејм из Митар                       | Обрен                             |
| 1984.         | Војници                                 | Божо Брајовић Његош               |
| 1984.         | Нема проблема                           | фудбалер са шрафцигером           |
| 1985.         | Давитељ против давитеља                 | Митровић                          |
| 1985.         | Дебели и мршави                         | мајстор                           |
| 1985.         | Шест дана јуна                          | Пилот                             |
| 1986.         | Мајстор и Шампита                       | Бора, милиционер                  |
| 1986.         | Друга Жикина династија                  | комшија Паја                      |
| 1986.         | Одлазак ратника, повратак маршала       | водник Узелац                     |
| 1986.         | Смешне и друге приче                    | Анин муж                          |
| 1986.         | Медвед 007                              | Пешић                             |
| 1986.         | Сиви дом                                | Микса                             |
| 1986.         | Лепота порока                           | Лука                              |
| 1986.         | Мисија мајора Атертона                  | Никола                            |
| 1987.         | Увек спремне жене                       | гинеколог                         |
| 1987.         | Изненадна и прерана смрт пуковника К. К | официр                            |
| 1987.         | Милан — Дар                             | Симо                              |
| 1987.         |                                         | Паја                              |
| 1987.         | Октоберфест                             | војник                            |
| 1987.         | Хајде да се волимо                      | менаџер Светислав                 |
| 1987.         | Вук Караџић (ТВ серија)                 |                                   |
| 1988.         | Случај Хармс                            | инвалид инструктор                |
| 1988.         | Руди                                    |                                   |
| 1988.         | Тајна манастирске ракије                | Петар                             |
| 1989.         | Бој на Косову                           | стражар                           |
| 1989.         | Специјална редакција (ТВ серија)        | Радован Мрак                      |
| 1989.         | Епепељуга (ТВ)                          |                                   |
| 1989.         | Свети Георгије убива аждаху             | Криви Лука                        |
| 1989.         | Il colpo                                |                                   |
| 1989.         | Атоски вртови — преображење             | Мајмун                            |
| 1989.         | Другарица министарка                    |                                   |
| 1990-е        |                                         |                                   |
| 1990.         | Ожалошћена породица                     | Трифун Спасић                     |
| 1990.         | Специјална редакција                    | Радован                           |
| 1990.         | Гала корисница: Атеље 212 кроз векове   |                                   |
| 1990.         | Хајде да се волимо 3                    |                                   |
| 1990.         | Љубав је хлеб са девет кора             |                                   |
| 1990–1991.    | Бољи живот                              | Данило Зекавица                   |
| 1991.         | Тесна кожа 4                            | Блажо                             |
| 1992.         | Проклета је Америка                     | Миленце                           |
| 1992.         | Полицајац са Петловог брда              | Грдоје                            |
| 1992.         | Прва брачна ноћ                         |                                   |
| 1992–1993.    | Волим и ја неранџе... но трпим (серија) | Стојан                            |
| 1993.         | Полицајац са Петловог брда (ТВ серија)  | Грдоје                            |
| 1993.         | Три карте за Холивуд                    | Глобус                            |
| 1995.         | Ориђинали (серија)                      | Ниша                              |
| 1995.         | Удри јаче манијаче                      | Бане                              |
| 1998.         | Код луде птице                          | власник кабареа, мафијаш          |
| 1998.         | Џандрљиви муж                           | Мита                              |
| 1998.         | Кнегиња из Фоли Бержера                 | Совел                             |
| 1999.         | У име оца и сина                        | Вукота                            |
| 2000-е        |                                         |                                   |
| 2001.         | Све је за људе                          | Орловић                           |
| 1998–2002.    | Породично благо                         | Говедаревић                       |
| 2002.         | Ко чека дочека                          |                                   |
| 2003.         | Ледина                                  |                                   |
| 2003.         | Волим те највише на свету               | Драгутин                          |
| 2004.         | Сиви камион црвене боје                 | Средоје                           |
| 2005.         | Потера за срећ(к)ом                     | Вукота                            |
| 2003–2007.    | М(ј)ешовити брак                        | Војин Чађеновић                   |
| 2007.         | Промени ме                              | Душан                             |
| 2007.         | Премијер (ТВ серија)                    | Божидар Сарић, секретар Владе     |
| 2007.         | Позориште у кући                        | стриц Бокан                       |
| 2007.         | То топло љето                           | Вукоје Качавенда                  |
| 2010-е        |                                         |                                   |
| 2009–2016.    | Село гори, а баба се чешља (ТВ серија)  | пашеног                           |
| 2008–2010.    | Паре или живот                          | Мирко Радовић Мики                |
| 2010.         | Монтевидео, Бог те видео!               | Рајко Малетковић                  |
| 2012–2015.    | Будва на пјену од мора                  | Саво Бачић                        |
| 2012.         | Монтевидео, Бог те видео! (ТВ серија)   | Рајко Малетковић                  |
| 2013.         | На путу за Монтевидео                   | Рајко Малетковић                  |
| 2014.         | Монтевидео, видимо се!                  | Рајко Малетковић                  |
| 2014.         | Монтевидео, видимо се! (ТВ серија)      | Рајко Малетковић                  |
| 2014.         | Атомски здесна                          | Батрић                            |
| 2015.         | Горчило — Јеси ли то дошао да ме видиш  | Горчило Обад                      |
| 2017.         | Бисер Бојане                            | Никола Поповић                    |
| 2015–2018.    | Комшије (ТВ серија)                     | Машан Черовић                     |
| 2018–2019.    | Бисер Бојане (серија)                   | Никола Поповић                    |
| 2019.         | Група                                   | Станиславов отац                  |
| 2019.         | Слатке муке                             | Мима                              |
| 2019–2020.    | Јунаци нашег доба                       | Радојица Стоиљковић-Мали Радојица |
| 2020.         | Име народа                              | капетан Манојловић                |
| 2020-е        |                                         |                                   |
| 2021.         | Име народа (мини-серија)                | капетан Манојловић                |
| 2021.         | Породица (мини-серија)                  | Небојша Павковић                  |
| 2021.         | Александар од Југославије (ТВ серија)   | Пуниша Рачић                      |
| 2021— у току. | Радио Милева                            | Љубиша Пљук                       |
| 2021.         | Мора Бора                               | Раде                              |
| 2021.         | Златни дани (ТВ серија)                 | Таса                              |
| 2021.         | Авионџије                               |                                   |
| 2021.         | Династија (српска ТВ серија)            | Веселин Дражета                   |
| 2018–2021.    | Беса (ТВ серија)                        | Тодор Лекић                       |
| 2022.         | Сложна браћа: Нова генерација           | др Арсланагић                     |
| 2023.         | Пад (ТВ серија)                         | Бране                             |
| 2023.         | Закопане тајне                          | Гајо Тубица “Ромео”               |
| 2023.         | Лако је Ралету                          |                                   |
| 2023.         | Кафана на Балкану (филм)                | Драго Ковач                       |
| 2023.         | Посета (серија)                         | мајстор                           |
| 2024.         | Јорговани                               | продуцент                         |
| 2021-2024.    | Дрим тим (ТВ серија)                    | Чалија                            |
| 2021-2024.    | Калкански кругови                       | Бора                              |
| 2024.         | Поред нас                               | Мима                              |
| 2025.         | На рубу памети (серија)                 | Јеврем Дробњак                    |
| 2025.         | Кафана на Балкану (серија)              | Драго Ковач                       |
| 2025.         | Кармадона                               | Најдан                            |
| 2025.         | Крунска 11                              | Вук                               |
| 2025.         | Спортско срце (филм)                    |                                   |
| 2026.         | Извор (серија)                          |                                   |

## Фестивали
Пјесма Медитерана, Будва:
- Анка Которанка (дует са Владимиром Савчићем Чобијем), победничка песма (Категорија: Медитеранска песма), '98